# Karl-Heinz Jakobs
Karl-Heinz Jakobs (* 20. April 1929 in Kiauken, Kreis Niederung in Ostpreußen; † 4. November 2015 in Velbert) war ein deutscher Schriftsteller.

## Leben
Karl Heinz Jakobs wuchs in Ostpreußen auf. Er nahm 1945 noch als Soldat am Zweiten Weltkrieg teil. Nach Kriegsende versuchte er sich in verschiedenen Berufen, besuchte eine Handelsschule und machte eine Lehre als Maurer. Ab 1956 studierte er am Literaturinstitut „Johannes R. Becher“ in Leipzig. Ab 1958 war er als Journalist tätig, anschließend als freier Schriftsteller. Er hatte mehrfach Gelegenheit zu Reisen ins Ausland, u. a. in die Sowjetunion und 1967/68 als Mitglied einer Brigade der FDJ nach Mali.
Nachdem Jakobs 1977 gegen die Ausbürgerung Wolf Biermanns protestiert hatte, wurde er aus der SED ausgeschlossen und seiner Publikationsmöglichkeiten in der DDR beschnitten. 1979 führte die Veröffentlichung seines Romans Wilhelmsburg bei einem westdeutschen Verlag zu seinem Ausschluss aus dem Schriftstellerverband der DDR.
1981 siedelte Jakobs in die Bundesrepublik über und ließ sich in Velbert nieder. Seit 1982 war er Mitglied im PEN-Zentrum Deutschland. In den Jahren 1986 und 1987 hielt er Gastvorlesungen an mehreren Universitäten in den USA und Kanada. Im Dezember 1989 wurde im Zug der Wende in der DDR sein Ausschluss aus dem Schriftstellerverband rückgängig gemacht. Jakobs, der im Westen vorwiegend für Zeitungen, Hörfunk und Fernsehen arbeitete, war als Herausgeber der „Sonntagsgeschichten“ Mitarbeiter der Zeitung Neues Deutschland.
Der Erzähler Karl-Heinz Jakobs begann als relativ linientreuer Vertreter des „Bitterfelder Weges“ mit Schilderungen der sozialistischen Arbeitswelt; sein Roman Beschreibung eines Sommers, der auch verfilmt wurde, gehört zu den Longsellern der DDR-Literatur. 1972 erhielt der Autor den Heinrich-Mann-Preis der Akademie der Künste der DDR und 1974 eine Verdienstmedaille der DDR. Seit den frühen Siebzigerjahren stand Jakobs jedoch den Entwicklungen in seinem Land zunehmend skeptischer gegenüber. Diese Entwicklung gipfelte in der Teilnahme am Biermann-Protest und schließlich im Verlassen der DDR.
Jakobs starb am 4. November 2015 nach kurzer, schwerer Krankheit.

## Werke
- Guten Morgen, Vaterlandsverräter, Gedichte. Mitteldeutscher Verlag, Halle (Saale) 1959, DNB 452172594.
- Die Welt vor meinem Fenster und andere Geschichten, Mitteldeutscher Verlag, Halle (Saale) 1960 DNB 452172624 (= Treffpunkt heute).
- Beschreibung eines Sommers, Roman, Berlin 1961; NA, mit einem Nachwort von Thorsten Ahrend. Faber und Faber, Leipzig 1995, ISBN 3-928660-44-6 / ISBN 3-928660-51-9.
- Das grüne Land und andere neue Geschichten, Mitteldeutsche Verlag, Halle (Saale) 1961, DNB 452172608.
- Einmal Tschingis-Khan sein, Ein anderer Versuch, Kirgisien zu erobern. Reiseerlebnisbericht, illustriert von Angel Panajoto, Verlag Neues Leben, Berlin 1964, DNB 452172586.
- Merkwürdige Landschaften, Halle (Saale) 1964
- Das Abenteuer, Berlin 1966
- Heimkehr des verlorenen Sohns, UA Städtische Bühnen Magdeburg – Kammerspiele 1969
- Eine Pyramide für mich, Berlin 1971
- Die Interviewer, Berlin 1973
- Heimatländische Kolportagen, Berlin 1975
- Tanja, Taschka und so weiter, Reiseroman, Verlag Neues Leben, Berlin 1975; Damnitz, München 1976, ISBN 3-88112-002-5 (= Kürbiskern, Band 19).
- Wüste kehr wieder, Erster Roman: El Had, Berlin 1976
- Fata Morgana, Berlin 1977
- Wilhelmsburg, Düsseldorf 1979
- Die Frau im Strom, Kriminalroman, AutorenEdition, München / Königstein 1982, ISBN 3-7610-0583-0; NA: Das neue Berlin, Berlin 1991, ISBN 3-360-00372-1.
- Das endlose Jahr, Begegnungen mit Mäd, Classen, Düsseldorf 1983, ISBN 3-546-45017-5.
- mit Klaus Liedtke (Hrsg.): Landschaften der DDR: Naturschönheiten, Städte und Menschen. Gruner und Jahr, Hamburg 1990, ISBN 3-570-06451-4.
- Leben und Sterben der Rubina, Roman, Das Neue Berlin, Berlin 1999, ISBN 3-360-00887-1.

Übersetzungen
- Dora Teitelboim: Ballade von Little Rock, Berlin 1961

Herausgeberschaft
- Das große Lesebuch vom Frieden, Robinson, Frankfurt am Main 1983, ISBN 3-88592-020-4.
- mit Joachim Fieguth: Die Sonntagsgeschichte oder Alles fängt doch erst an, eine Dokumentation, Geschichte, Briefe & Gespräche, Wirtschaftsverlag, Bremerhaven 1994, OCLC 550733268 (= Die Horen Jahrgang 39, 1994, Nr. 2, Ausgabe 174, ISSN 0018-4942).
- mit J. Monika Walther: Festessen mit Sartre und andere Sonntagsgeschichten, tende, Dülmen-Hiddingsel 1996, ISBN 3-88633-171-7.

## Preise & Auszeichnungen
- 1971 Heinrich-Mann-Preis der Akademie der Künste Ost-Berlin
- 1974 Verdienstmedaille der DDR
- 1975 Goldene Ehrennadel der Deutsch-Sowjetischen Freundschaft

## Verfilmungen
- 1962: Beschreibung eines Sommers – Regie: Ralf Kirsten
- 1975: Eine Pyramide für mich (auch Drehbuch mit Ralf Kirsten) – Regie: Ralf Kirsten

## Nachweise
1. ↑  1938–1945: „Wartenfeld“, seit 1947 Salomowo, der Ort wurde vor 1976 verlassen
2. ↑  Karl-Heinz Jakobs gestorben. In: Süddeutsche Zeitung, 6. November 2015, S. 14.
3. ↑  Schrif(t)steller Karl-Heinz Jakobs ist tot. In: Der Tagesspiegel Online, 5. November 2015.

| Personendaten    | Personendaten                        |
| ---------------- | ------------------------------------ |
| NAME             | Jakobs, Karl-Heinz                   |
| KURZBESCHREIBUNG | deutscher Schriftsteller             |
| GEBURTSDATUM     | 20. April 1929                       |
| GEBURTSORT       | Kiauken, Kreis Niederung, Ostpreußen |
| STERBEDATUM      | 4. November 2015                     |
| STERBEORT        | Velbert, Deutschland                 |